# Atmel Software Framework
Atmel Software Framework (ASF) è una libreria software per i microcontrollori Atmel.
È integrata nell'ambiente Atmel Studio con un'interfaccia grafica o disponibile separatamente per GCC ed i compilatori IAR.
Supporta i microcontrollori: megaAVR, AVR XMEGA, AVR UC3 e SAM.